# Pezinok
Pezinok (im lokalen Dialekt Pezinek, deutsch Bösing, ungarisch Bazin, lateinisch Bazinium) ist die größte Stadt des gleichnamigen Bezirkes (slow. Okres Pezinok) in der Slowakei nördlich von Bratislava mit zirka 22.000 Einwohnern (2009).

## Lage und Allgemeines

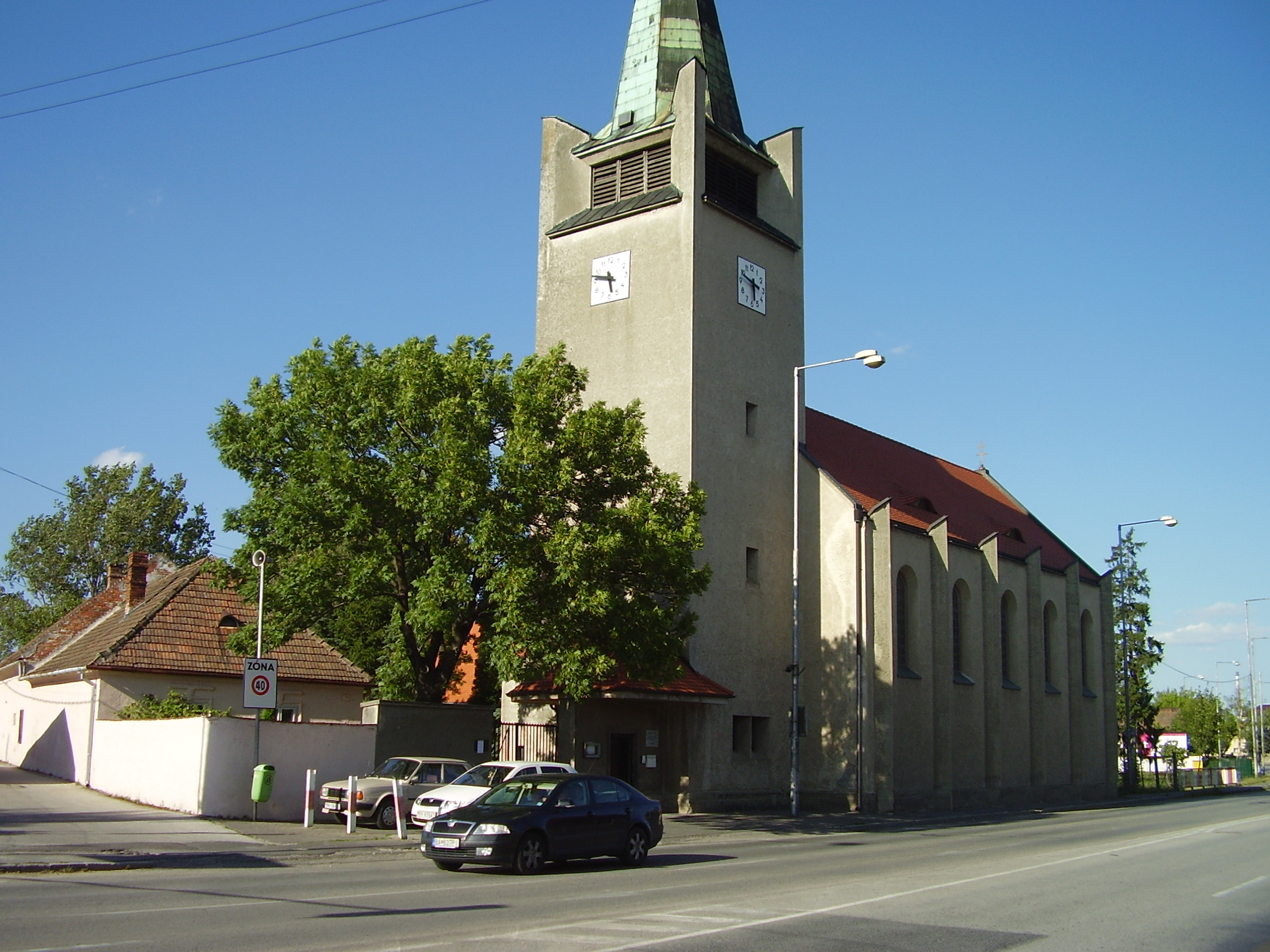
Kirche im Gemeindeteil Grinava

Der Ort liegt am Fuße der Kleinen Karpaten und lebt hauptsächlich vom Weinbau und der Landwirtschaft sowie auch von der Ziegelherstellung und Keramikproduktion.
Außerdem gibt es sehr viele Pendler, die in der 20 Kilometer entfernten Hauptstadt Bratislava arbeiten.
Viele Bratislavaer haben in Pezinok oder in einem der Nachbarorte ihre Wochenendhäuser (slowakisch chata), wo sie zumeist ein paar Rebstöcke stehen haben, um ihren Gästen eigenen Wein anzubieten.

## Gliederung
Die Stadt besteht aus zwei Stadtteilen:
- Pezinok, unterteilt in Sídlisko Sever, Cajla („Zeil“, 1947 eingemeindet), Sídlisko Muškát und Sídlisko Juh
- Grinava (1947–?1990: Myslenice; deutsch Grünau, ungarisch Grinád; 1975 eingemeindet; 1944 ein Gefangenenlager für abgeschossene US-amerikanische Kampfpiloten).

## Geschichte
Das Gebiet, auf dem Pezinok heute liegt, wurde 1208 zum ersten Mal schriftlich als terra Bozin erwähnt, ein Dorf, das der Burg Bratislava gehörte. Im gleichen Jahr wurde Pezinok an Tomáš, den Gespan von Nitra (Neutra), verliehen. Tomáš war der Begründer des später bedeutenden Geschlechts der Grafen von Sankt-Georgen und Bösing (Pezinok war Eigentum dieses Geschlechts, bis dieses Anfang des 16. Jahrhunderts ausstarb).
In den folgenden Jahrhunderten entwickelte sich der Ort von einer Bergbauansiedlung zu einem Bergbau- und Weinbaustädtchen. Die Weinberge wurden in der zweiten Hälfte des 13. Jahrhunderts angelegt, Gold wurde im 14. bis 18. Jahrhundert, Pyrit und Antimon im 18. und 19. Jahrhundert gefördert.
Im 14. Jahrhundert kamen die ersten, vom Goldbergbau und Weinanbau angelockten deutschen Siedler. Eine zweite deutsche Kolonisationswelle fand im 16. Jahrhundert statt.

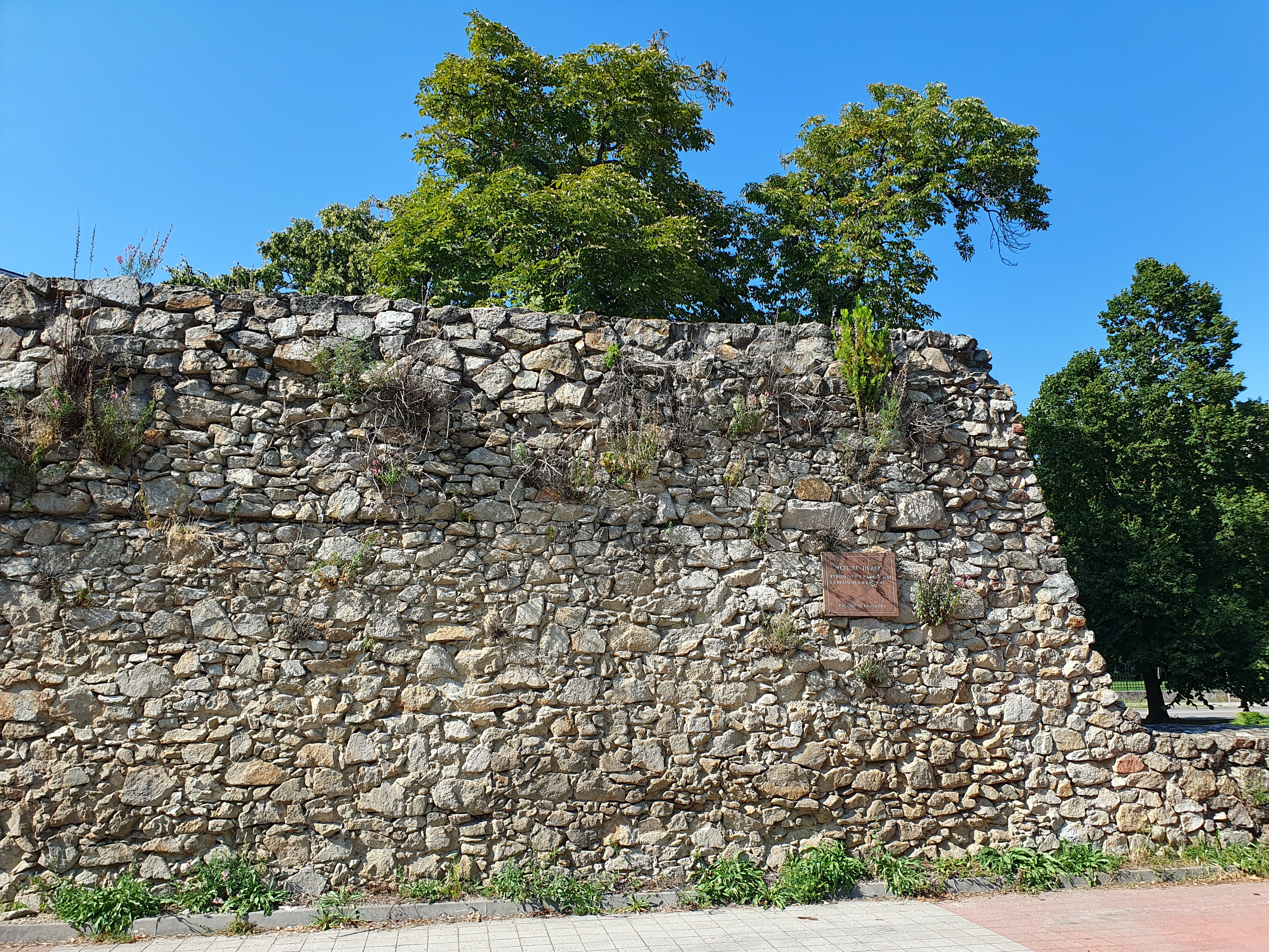
Stadtmauer

1376 erhielt die Stadt das Wochenmarktrecht, 1466 das Jahrmarktrecht. Nach dem Aussterben der Grafen von St. Georgen und Bösing gehörte der Ort samt umliegender Gebiete den Zápolyas, später den Serédys, den Salms und von 1580 bis 1615 den Illesházys. 1615 erhielt Pezinok die Stadtrechte. 1643 wurde eine Stadtmauer gebaut. Am 14. Juni 1647 erhielt die Stadt schließlich das Privileg der Königlichen Freistadt durch König Ferdinand III.
Im 17. und 18. Jahrhundert hatte die Stadt dann ihre größte Blütezeit, sie zählte zu den reichsten Städten des Königreichs Ungarn. Im 19. Jahrhundert dann entwickelte sich in der Stadt auch die Industrie. Die erste Fabrik Ungarns zur Herstellung von Schwefelsäure entstand hier, später auch eine Fabrik zur Herstellung von Nadeln sowie eine große Ziegelei. Die kurzlebige Konjunktur war vor allem auf die Wiederaufnahme des Goldabbaus in den Flurgebieten Pezinoks und den Bau einer Eisenbahnstrecke zurückzuführen.
Im 20. Jahrhundert kam dann der Abstieg der Stadt. In dieser Zeit gab es keine größere Fabrik im Ort. Parallel mit dem Niedergang des Weinbaus wanderten viele Einwohner vor allem nach Amerika aus. Der schrittweise Aufbau erfolgte erst nach dem Zweiten Weltkrieg. Ab Ende der 1930er-Jahre emigrierten viele jüdische Einwohner aus der Stadt. Die verbliebenen jüdischen Bewohner wurden im Frühjahr 1942 in die KZs Auschwitz, Majdanek und andere Lager im Distrikt Lublin deportiert. Seit 2002 erinnert eine Gedenktafel an die in den 1950er-Jahren abgerissene Synagoge. An drei Standorten erinnern insgesamt sieben Stolpersteine an die Opfer.
Der starke Anteil der deutschsprachigen Bevölkerung (1930: 1325 Menschen = 21,7 %) wurde 1945 vor der heranrückenden Roten Armee – teilweise auf Druck der Deutschen Partei – evakuiert. Jene in Bösing verbliebenen Deutschen, die nicht bereit waren ihre Heimatstadt zu verlassen wurden auf Grund der Beneš-Dekrete nach dem Krieg aus der Slowakei vertrieben und zwangsweise entweder nach Österreich oder Deutschland ausgesiedelt.
Bei einem Flugunfall nahe der Stadt im Dezember 1954 kamen die vier Insassen der Maschine ums Leben.
Heute ist die Stadt sehr auf die Bauindustrie ausgerichtet (vor allem holzverarbeitende Industrie, Ziegel- und Baustofffertigung), ebenso gibt es wieder vermehrt Weinbau und Weinerzeugung, ein Einkaufszentrum und eine Reihe historischer Sehenswürdigkeiten.

## Sprachinsel
In der Bösinger Sprachinsel wurden mittelbairische Dialekte gesprochen. Die Sprachinsel umfasste auch andere den an der Ostflanke der KleinenKarpaten (Male Karpaty) gelegenen Weinbauorte Sväty Jür/Sankt Georgen und Modrä/Modem.

## Bevölkerung
| Jahr                | 1994   | 2004    | 2014    | 2024     |
| ------------------- | ------ | ------- | ------- | -------- |
| Anzahl der Personen | 21.552 | 21.147  | 22.129  | 24.375   |
| Unterschied         |        | −1,87 % | +4,64 % | +10,14 % |

| Jahr                | 2023   | 2024    |
| ------------------- | ------ | ------- |
| Anzahl der Personen | 24.506 | 24.375  |
| Unterschied         |        | −0,53 % |

## Sehenswürdigkeiten
- Schloss Bösing mit Park der Grafen von Sankt Georg und Bösing (1608 an der Stelle einer Wasserburg aus dem 13./14. Jahrhundert errichtet; heute der größte Weinkeller der Slowakei)
- römisch-katholische Pfarrkirche aus dem 13. Jahrhundert
- Rathaus aus dem 16. Jahrhundert
- Mariensäule aus dem Jahr 1749 im Gedenken an die Pest
- Kleinkarpatisches Museum, ein Regionalmuseum mit den Schwerpunkten Winzereiwesen, Weinbau und Wein des Kleinkarpaten-Weinbaugebiets

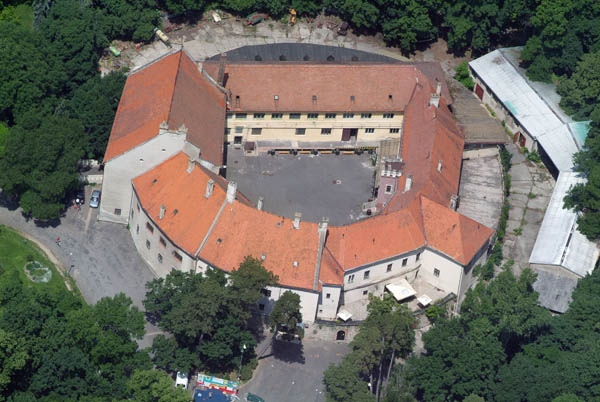
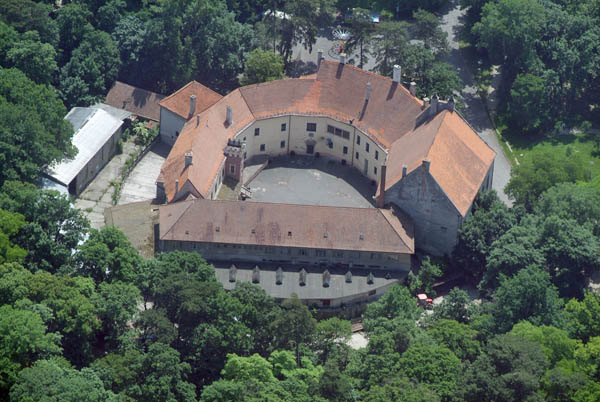

## Städtepartnerschaften
- Neusiedl am See, Österreich
- Mosonmagyaróvár, Ungarn
- Mladá Boleslav, Tschechien
- Kyjov, Tschechien
- Izola, Slowenien[6]

## Motorsport
Auf der Landesstraße 503 über die Kleinen Karpaten nach Pernek wird jährlich ein Bergrennen ausgetragen, welches zur Europa-Bergmeisterschaft („Slovakia Matador“) zählt.

## Söhne und Töchter der Stadt
- Katharina Frankl, Pseudonym Katharina (Kathi) Frank (1847–1918), Schauspielerin
- Johann Kupetzky (1667–1740), slowakischer Porträtmaler des Barock tschechischer Herkunft
- Ludovít Rajter (1906–2000), slowakischer Dirigent und Komponist
- Paul Rázga (1798–1849), ev.-lutherischer Prediger in Preßburg
- Richard Réti (1889–1929), Schachgroßmeister
- Ignác Ruzitska (1777–1833), ungarischer Komponist
- Dušan Slobodník (1927–2001), Literat, Übersetzer und Politiker
- Franz Samuel Stromszky (1792–1861), Superintendent der Ungarländischen Evangelischen Kirche A.B.
- Eugen Suchoň (1908–1993), Komponist
- Matthäus Walch (2. Hälfte des 18. Jh.), Baumeister und Architekt
- Zuzana Čaputová (* 1973), seit 15. Juni 2019 Präsidentin der Slowakischen Republik, lebt in Pezinok